# Ida Auken
Ida Margrete Meier Auken (Frederiksberg, 22 aprile 1978) è una politica e teologa danese, Membro del Folketing per il partito dei Socialdemocratici danesi.  È stata eletta per la prima volta nel Partito popolare socialista (SF) il 13 novembre 2007. Ha cambiato partito in Radikale Venstre (Sinistra radicale) nel febbraio 2014 ed è stata rieletta nel Distretto della Grande Copenhagen nelle elezioni parlamentari del 2015. Nel gennaio 2021 ha cambiato di nuovo partito, questa volta con i socialdemocratici. È stata Ministro dell'Ambiente nel governo di Helle Thorning-Schmidt dal 2011 al 2014, quando SF ha lasciato il governo..

## Biografia
Ida Auken è cresciuta a Valby ed è la figlia del pastore della Chiesa di Danimarca  e parlamentare europea Margrete Auken e del professore di letteratura Erik A. Nielsen. Inoltre, è la nipote del defunto presidente socialdemocratico Svend Auken. Ida Auken ha frequentato la scuola di musica Sankt Annæ Gymnasium e da adolescente ha giocato a pallamano nell'Ajax Copenhagen. Si è laureata in teologia presso l'Università di Copenaghen nel 2006.
Come teologa pienamente qualificata ha svolto uno stage come cappellana ospedaliera al Rigshospitalet e come cappellana carceraria presso l'Istituzione di Herstedvester. Dopo la laurea, Ida Auken è stata docente esterno presso la Facoltà di Teologia dell'Università di Copenaghen (2006-2007). Dal 2004 al 2007, è stata anche redattrice editoriale presso Forlaget Alfa.

## Carriera politica
Ida Auken si è candidata alle elezioni generali nel 2005 per SF nel collegio elettorale di Esbjerg, ma non è stata eletta. Alle elezioni generali del 2007 è stata eletta nel collegio elettorale di Valby con 9.943 voti, nel 2011 ha ricevuto 9.114 voti e nel 2015 ha ottenuto 10.431 voti. Così è stata eletta prima di Manu Sareen, che ha dovuto lasciare il parlamento danese nelle elezioni del 18 giugno 2015.

### Partito Socialista Popolare (2007-2014)
Ida Auken è stata portavoce ambientale di SF e presidente della commissione per l'ambiente di SF (2005-2007), e nel 2010 è diventata presidente della commissione per l'ambiente del parlamento danese. Inoltre, è stata membro della Commissione Clima ed Energia e della Commissione Cultura (2007-2011).

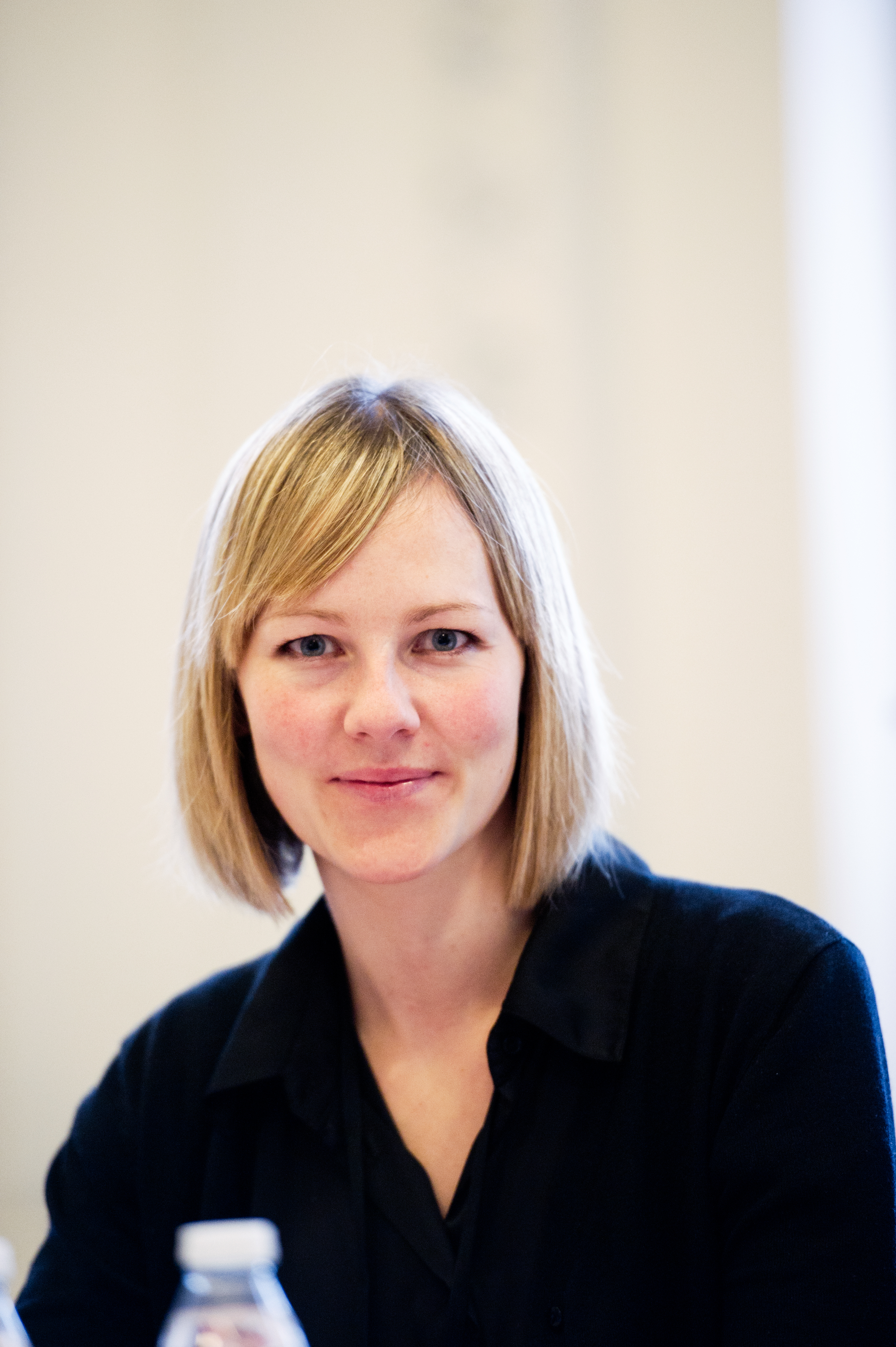
Ida Auken nel 2011 quando è ministro dell'Ambiente

Dal 3 ottobre 2011 al 3 febbraio 2014 Auken è stata Ministro dell'Ambiente, dove ha lavorato per una Danimarca verde e sostenibile. Ida Auken era a capo di un accordo municipale sul clima di 2,5 miliardi di corone danesi. Somma che è stata assegnata a progetti intercomunali in cui l'adattamento climatico era al centro dell'attenzione. Inoltre, Auken ha realizzato un piano d'azione per la protezione del clima della Danimarca, con una serie di iniziative che, da parte dello Stato, dovrebbero contribuire a creare uno sforzo di adattamento climatico sostenibile ed ecologico in Danimarca, ad es. per evitare allagamenti. Infine, Ida Auken ha sviluppato un nuovo strumento chiamato "Growth Wheel for Green Business", che dovrebbe aiutare le aziende a creare crescita investendo in opportunità di business verdi.

### Sinistra radicale (2014-2021)
Il 4 febbraio 2014, Ida Auken ha cambiato partito da SF a Det Radikale Venstre.
Auken è relatrice per l'energia e il clima, relatrice per l'ambiente, relatrice per le imprese, l'IT e l'imprenditorialità, relatrice per i consumatori. Inoltre, è membro della commissione per gli affari, la crescita e le esportazioni del parlamento danese, della commissione per la cultura, della commissione per l'ambiente e l'alimentazione e della commissione per l'energia, l'approvvigionamento e il clima.
Insieme a Thomas Damkjær Petersen, presidente dell'IDA, Auken è stata l'iniziatrice della Commissione SIRI, istituita nell'estate del 2016. La commissione doveva "esaminare da vicino ciò che l'intelligenza artificiale significa realmente per le nostre vite", e ha pubblicato un rapporto con raccomandazioni nel febbraio 2019.
Dopo la prima lettura della proposta dei cittadini Danish Climate Act NOW! nel gennaio 2019, i movimenti di base e le organizzazioni verdi hanno iniziato a lavorare per un aggiornamento della legge sul clima, che dovrebbe portare a un aumento del 70% del contributo determinato a livello nazionale della Danimarca all'accordo di Parigi: riduzione delle emissioni di gas serra nel 2030 rispetto al 1990. Questo obiettivo è entrato a far parte della politica di Enhedslisten nel febbraio 2019, mentre l'Alternativa a quel tempo voleva un 80% di riduzione. Ida Auken ha lavorato duramente contro l'obiettivo climatico di entrare a far parte della politica del partito, ed essere quindi inclusa nella nuova legge sul clima, ma è stata convinta durante la campagna elettorale del 2019. Ciò ha portato a un accordo tra Enhedslisten, il Partito liberale radicale e il Partito popolare socialista per ridurre le emissioni di gas serra danesi del 70% nel 2030.
Nel 2019, Auken ha attirato l'attenzione internazionale quando ha registrato un video su Twitter e Facebook in contrasto con le dichiarazioni di Donald Trump sull'energia eolica.

### La socialdemocrazia (2021-oggi)
Nel gennaio 2021, Auken ha cambiato di nuovo partito passando  ai Socialdemocratici e affermando che il partito si era allontanato troppo dal centro. In particolare era anche emerso che Morten Østergaard, dimessosi il 7 ottobre 2020 sulla base di un caso di sessismo tra lui e Lotte Rod, aveva offeso anche altre due donne del gruppo parlamentare: una di loro era Ida Auken, l'altra Katrine Robsøe.
È stata rieletta nelle elezioni generali danesi del 2022, ricevendo 9.879 voti.

## Altre attività
Auken è membro del comitato consultivo di Vigga.us, un'azienda danese che produce abbigliamento biologico per bambini seguendo l'"idea circolare", in modo che i vestiti possano essere noleggiati e riutilizzati. Auken è anche membro del comitato consultivo di Old Brick, un'azienda danese che pulisce e ricicla i mattoni usati. Auken è anche membro del comitato consultivo di EMG, una società internazionale di consulenza in materia di CSR e sostenibilità fondata nei Paesi Bassi, che fornisce consulenza in materia di sviluppo sostenibile e prodotti certificati Cradle to Cradle.

## Vita privata
Ida Auken è sposata con Bent Meier Sørensen, professore di management, politica e filosofia alla Copenhagen Business School. La coppia ha due figli e vive a Den Hivede vicino a Frederiksberg.